# I Thought I'd Seen Everything
I Thought I'd Seen Everything è una canzone rock scritta da Bryan Adams, Eliot Kennedy e Robert John "Mutt" Lange per il decimo album in studio di Adams 11 del 2008.

## Il brano
Lo stile musicale del brano è dichiaratamente ispirato alla musica rock e pop degli anni ottanta. Il singolo è stato pubblicato come download digitale nel Regno Unito a gennaio e come CD nel resto del mondo a marzo.
Nel 1991 Robert Lange scrisse una canzone con lo stesso titolo per la sua ex moglie, Stevie Vann. Tuttavia, secondo il sito ufficiale di Adams, si tratta soltanto di una coincidenza dato che questa canzone e quella realizzata da Lange sono due componimenti distinti.

## Il video
Il video prodotto per I Thought I'd Seen Everything è stato diretto da Bryan Adams, per la prima volta alla regia, dopo essersi lamentato della malriuscita di alcuni suoi vecchi videoclip, diretti da altri. Il video, reso disponibile sul sito di Bryan Adams, vede il cantante ed il suo gruppo cantare il brano live in uno studio di incisione, similarmente a quanto veniva mostrato nel video di Please Forgive Me del 1993. In una intervista rilasciata a Dominick A. Miserandino, Bryan Adams ha dichiarato di aver voluto mostrare nel video ciò che egli veramente è, senza troppi abbellimenti.

## Tracce
CD Single
1. I Thought I'd Seen Everything - 5:07
2. Miss America - 3:57
3. The Way of the World - 3:18

Digital Download
1. I Thought I'd Seen Everything - 3:57

## Classifiche
| Classifica(2008)                      | Posizione più alta |
| ------------------------------------- | ------------------ |
| US Billboard Adult Contemporary Chart | 21                 |
| Ungheria                              | 30                 |
| Austria                               | 41                 |
| Portogallo                            | 44                 |
| Canada                                | 47                 |
| Svizzera                              | 52                 |
| Germania                              | 55                 |
| Regno Unito                           | 146                |